# AppTicket
AppTicket é uma startup brasileira com sede em São Paulo que oferece serviços de venda de ingressos através das redes sociais para eventos, um processo conhecido como "social ticketing".
Em 2013 recebeu o aporte de um grupo de investidores brasileiros. Embora um acordo de não divulgação impeça a divulgação do valor total recebido a partir dos investidores-anjo, sabe-se que é superior à marca de R$ 1 milhão.

## História
A startup começou a operar em 17 de agosto de 2012 e foi fundada por 2 sócios, Maike Robert, CEO da empresa e Rodrigo Sakai.